# Maekel
Maekel je jedna od šest regija u Eritreji.

## Zemljopis
Regija Maekel nalazi se u središnjem dijelu države, obuhvaća šire područje Asmare glavnog grada Eritreje. Graniči s eritrejskim regijama Ansebom na sjeverozapadu, Sjevernom crvenomorskom regijom na sjeveroistoku, Debubom na jugu i Gash-Barkom na zapadu. Regija se prostire na 1.300 km² te je po površini najmanja eritrejska regija.

## Demografija
U regiji živi 1.103.742 stanovnika, dok je prosječna gustoća naseljenosti 810 stanovnika na km².

## Administrativna podjela
Regija je podjeljena na šest distrikta:
- Berikh
- Ghala Nefhi
- Sjeveroistok
- Serejaka
- Jugoistok
- Jugozapad